# Валетти, Альдо
Альдо Валетти (итал. Aldo Valletti, (2 января 1930, Рим, Италия — 1 января 1992, Рим, Италия, по другим данным — где-то в Лацио) — итальянский актёр, сыгравший ряд ролей, по преимуществу эпизодических, в итальянских комедиях. Наибольшую известность получил, снявшись в фильме Пьера Паоло Пазолини «Сало, или 120 дней Содома» (1975).
Работал преподавателем латинского языка. По свидетельству Уберто Паоло Квинтавале, «бывший семинарист, который не стал священником, он до 25-30 лет продолжал повторять латынь и ходил в Римский оперный театр или Чинечитту» (киногород недалеко от Рима).
Любовь к кино приводила его на съёмочные площадки, где ему доставались роли в массовках, благодаря специфической внешности, почти исключительно карикатурные. Первое появление в кино зафиксировано в фильме «Бедные, но красивые» Дино Ризи (1956; в титрах не обозначен, исполнил массовочную роль прохожего на улице). В 1974 году снялся в эпизодах фильмов «Улитка» (Il lumacone, 1974) Паоло Кавары (в титрах не указан); в фильме «Аромат дамы в чёрном» (Il profumo della signora in nero, 1974), где появился в кадре на 5 секунд, в массовке, исполнив роль одного из каннибалов; ещё одна его роль без слов зафиксирована в массовке пресс-конференции в полиции в ленте «Продажные полицейские» («Il poliziotto è marcio», 1974), здесь даже не показывают его лица.
Сыграл небольшую роль клиента проститутки в фильме «Франкенштейн по-итальянски» (Frankenstein all’italiana, 1975) Армандо Криспино.
Первый и единственный фильм, где Валетти удостоился одной из главных ролей, — «Сало» Пазолини (1975). Голос дублировал
Марко Беллоккьо. Как сказал о Валетти сам Пазолини, «это характерный актер, который за 20 с лишним лет работы никогда не
произнес ни слова».
Хотя в «Сало» снялось много непрофессиональных актёров, непрофессионализм Валетти особо отметил в интервью 2007 года актёр Эцио Манни, снявшийся в роли коллаборациониста: «Валетти (в жизни) был точно таким неуклюжим, каким его видишь в „Сало“. Он был сладким, пугливым, целыми днями закрывался в гостинице и не выходил оттуда. Говорил, что ему нужно готовиться к следующему дню (съёмок), потом приходил на съёмочную площадку и все путал. Переигрывал, тормозил. Когда он должен был мучить юношей горящей свечой, у него дрожала рука. В сцене убийства моего героя он не выстрелил из пистолета, полный провал».
В документальный фильм о «Сало» Гидеона Бахмана вошли кадры, как Пазолини делает замечание Валетти, когда тот неправильно держит свечу: «Валетти, держи свечу более спокойно. Это должно выглядеть как ритуал, исполняемый священником. Ты немного торопишься».
В 1976 году сыграл самую запоминающуюся свою эпизодическую роль — роль посетителя борделя в Салоне Китти Тинто Брасса. После этого был ещё ряд эпизодических ролей, из которых самая яркие — три, в фильмах: «L’educanda» (1976, ещё одна комическая роль, где его закидывают помидорами), «Pasqualino Settebellezze» (1976; роль крадущегося по стенке психа в сцене в психиатрической больнице), «Tutto suo padre» (1978; роль шаржированного врача). Последнее появление в кино — в крохотной роли в фильме «Arrivano i gatti» (1980), где он даже не обозначен в титрах. Ещё одна роль без слов, сыграл одного из гостей на вечеринке команданте, где гости устраивают соревнования по выпусканию газов. После этого Валетти навсегда пропадает из кино.